# 比靈斯號近岸戰鬥艦
比靈斯號（英語：Billings，LCS-15），是一艘美國海軍的自由级濒海战斗舰，它是第一艘引用蒙大拿州比靈斯市命名的美國海軍軍艦。
2013年3月4日，馬里內特船廠獲得了建造該船的合約。2014年10月20日開始施工，2017年7月1日舉行了下水儀式。 它預定被分配到母港在佛羅里達州梅波特海軍基地的濒海战斗舰二中队。
2019年6月，比靈斯號訪問了俄亥俄州的克利夫兰市。
2019年6月24日，比靈斯號在加拿大魁北克省的蒙特利尔，與散裝貨船「Rosaire Desgagnes」號發生了碰撞事故，艦橋右側受損。
2019年8月3日，比靈斯號在佛羅里達州的基韋斯特正式服役。